# Maria Tsien
Maria Lim Bi Yao (en chino tradicional, 林碧瑶; 4 de febrero de 1925 – 2 de noviembre de 2020), conocida profesionalmente como Maria Tsien (a veces también acreditada como Marie Tsien y Maria Tsien McClay) fue una actriz estadounidense de cine y televisión en las décadas de 1950 y 1960. A menudo participaba en producciones ambientadas en Asia para completar el reparto de actores no asiáticos.

## Filmografía

### Cine
| Año  | Título                          | Papel                      | Notas         |
| ---- | ------------------------------- | -------------------------- | ------------- |
| 1955 | Love Is a Many-Splendored Thing | Rosie Wu                   | Sin acreditar |
| 1955 | The Left Hand of God            | Mujer en kimono            | Sin acreditar |
| 1955 | Kismet                          | Showgirl del harén         | Uncredited    |
| 1956 | .                               | Esposa de la realeza       | Sin acreditar |
| 1957 | The 27th Day                    | Su Tan                     | Sin acreditar |
| 1957 | Omar Khayyam                    | Mujer china                | Sin acreditar |
| 1959 | Never So Few                    | Chica euroasiática Jeanine | Sin acreditar |
| 1960 | All the Young Men               | Mujer coreana              | [ 2 ] [ 4 ]   |
| 1961 | A Majority Of One               | Sirvienta japonesa         | [ 5 ] [ 6 ]   |
|      | One-Eyed Jacks                  | Concejala                  | Sin acreditar |
| 1962 | Brushfire!                      | Lin Chan                   | [ 2 ]         |

### Televisi1ón
| Año  | Título                              | Papel                                         | Notas                                                      |
| ---- | ----------------------------------- | --------------------------------------------- | ---------------------------------------------------------- |
| 1954 | The New Adventures of China Smith   | Jade Flower                                   | Temporada 2, Episodio 14: "The Night The Dragon Walked"    |
| 1954 | The New Adventures of China Smith   | Miss Giong (Giong Ko Fon)                     | Temporada 2, Episodio 24: "The Tidewalker"                 |
| 1954 | The New Adventures of China Smith   | Li Mei, Lunan, Gin Len and 5 other characters | Varios episodios, sin acreditar                            |
| 1955 | Crusader                            | Mrs. Chen (Chen Li Kiao)                      | Temporada 1, Episodio 22: "Pressure"                       |
| 1955 | Crusader                            | Milly Thong                                   | 1 episodio                                                 |
| 1955 | Passport to Danger                  | Chica javanesa Lua Mindon                     | Temporada 1, Episodio 28: "Rangoon"                        |
| 1956 | Navy Log                            | Miss Ondori                                   | Temporada 1, Episodio 30: "The Beachcomber"                |
| 1956 | The 20th Century Fox Hour           | Enfermera                                     | Temporada 2, Episodio 1: "Child Of The Regiment"           |
| 1956 | The Man Called X                    | Sou Hei                                       | Temporada 1, Episodio 10: "Local Hero"                     |
| 1958 | December Bride                      | Chica tahitiana glamurosa Tanana              | Temporada 5, Episodio 2: "The Alaska Show"                 |
| 1958 | Frontier Doctor                     | Mei Ling                                      | Temporada 1, Episodio 16: "Illegal Entry"                  |
| 1958 | The Adventures of Ozzie and Harriet | Japanese Student Makiesho Yamaguchi           | Temporada 6, Episodio 33: "The International Set"          |
| 1958 | The Californians                    | Mei Soong                                     | Temporada 1, Episodio 17: "China Doll"                     |
| 1959 | Bat Masterson                       | Distribuidora                                 | Temporada 2, Episodio 1: "To The Manner Born"              |
| 1959 | Alcoa Theatre                       | Empleada de tienda japonés                    | Temporada 2 Episodio 35: "Medals For Harry", sin acreditar |
| 1959 | Man Without A Gun                   | Chi Ying                                      | Temporada 2, Episodio 7: "Daughter Of The Dragon"          |
| 1959 | Not For Hire                        | Lilly                                         | Temporada 1, Episodio 7: "One Quart Of Sorrow"             |
| 1960 | Hawaiian Eye                        | Su Ling                                       | Temporada 1, Episodio 19: "Hong Kong Passage"              |
| 1961 | Hong Kong                           | Sou Mei                                       | Temporada 1, Episodio 17: "Night Cry"                      |
| 1961 | You Bet Your Life                   | Ella misma, como concursante                  | Temporada 11, Episodio 19: "Dress"                         |
| 1962 | 87th Precinct                       | Mary                                          | Temporada 1, Episodio 24: "Square Cop"                     |
|      | Bachelor Father                     | Lin Sing                                      | Temporada 5, Episodio 22: "Summer Romance"                 |
| 1964 | Burke's Law                         | Chica japonesa ("Madame Butterfly"/Amiko)     | Temporada 1, Episodio 20 "Who Killed Carrie Cornell?"      |
|      | The Loretta Young Show              | Sirvienta francesa-birmana Lia                | [ 3 ]                                                      |
|      | Jack Douglas Show                   | Bailarina, contrabandista                     | [ 3 ]                                                      |